# Organizzazione per la Vigilanza e la Repressione dell'Antifascismo
A Organizzazione per la Vigilanza e la Repressione dell'Antifascismo - OVRA - ("Organização para a Vigilância e a Repressão do Anti-Fascismo") era a polícia secreta e política do Reino de Itália, fundado em 1927 sob o regime de Benito Mussolini, no reinado de Vitor Emmanuel III. Foi criado com inspiração na polícia secreta soviética, Cheka, durante a promulgação das Leis Fascistíssimas.

## Origem
Depois da tentativa de assassinato de Mussolini por Anteo Zamboni, foi criada rapidamente uma legislação repressiva pelo governo italiano. Todos os partidos políticos, associação e organizações que opõem ao regime fascista foram dissolvidos, e todos os que comprovadamente "cometeram ou tiveram intenção expressa de submeter violentamente a ordem social, econômica ou nacional ou para minar a segurança nacional ou para obstruir as ações do governo" poderiam ser exilados a lugares remotos pela polícia.
Em 25 de Novembro de 1926, a "lei da defesa do estado"  instituiu uma corte especial  para julgar aqueles que foram acusados de serem "inimigos do estado", e sentenciá-los às prisões ásperas ou mesmo à morte, uma vez que a pena de morte tinha sido restaurada sob a nova lei.
A nova legislação deu prioridade à reorganização da força de polícia nacional, conhecida como "Segurança Pública" , e o homem confiado a esta tarefa era um oficial de polícia, Arturo Bocchini. As novas leis a respeito da segurança pública  decretada em 1926 e revisada em 1931, mencionava especificamente um "departamento de polícia política" como uma divisão especial das forças armadas para controlar e impedir a dissidência política. Mais tarde, esta divisão veio ser conhecida como OVRA, embora sua existência permanecesse secreta até dezembro de 1930, onde foi dada autorização para que a imprensa citasse a OVRA como "uma seção especial" da polícia.

## Modo de repressão
Bocchini apontou o inspetor Francesco Nudi como o cabeça da OVRA. Nudi foi substituído mais tarde por Guido Leto. Acredita-se que aproximadamente 4.000 pessoas foram presas pela OVRA, julgadas pela corte especial e exiladas em lugares remotos das ilhas do Mediterrâneo. As condições nestes lugares eram extremamente pobres. Sabe-se que Heinrich Himmler, da SS, encontrou-se com Bocchini. Um protocolo secreto foi assinado em 2 de abril de 1936, pelos cabeças das duas organizações da polícia por uma cooperação entre a Gestapo e a OVRA.
Um dos deveres principais do OVRA era operar e manter o CPC , um arquivo especial que continha toda a informação pessoal sobre "subversivos conhecidos", foi criado "um perfil pessoal" que contém todos os dados a respeito da escolaridade, da cultura e dos hábitos dessas pessoas, inclusive os detalhes sobre seu caráter pessoal e sua orientação sexual.
De 1927 a 1940, dez pessoas foram sentenciados à morte pela corte especial.

## OVRA na Segunda Guerra Mundial
Durante a Segunda Guerra Mundial, a OVRA foi usado por Mussolini para controlar grupos de resistência nos Balcãs (exército nacional da libertação de Tito), porém a Itália foi expelida dos Balcãs por estes grupos de resistência.
Em 1943, com a invasão aliada da Itália, a OVRA começou a recrutar agentes duplos para se infiltrar em outros serviços secretos.
Com o estabelecimento da República Social Italiana, muitos agentes da OVRA reuniram-se e lutaram até que Mussolini foi executado por partisans em 28 de abril de 1945. Os agentes de OVRA eram os alvos favoritos de partidários comunistas, porque eram um símbolo da opressão fascista do governo.

## O legado da OVRA
Depois que a guerra terminou, a OVRA foi desfeita oficialmente, mas um decreto emitido em 26 de abril de 1945, indica que o CPC  devia ser mantido e "atualizado com toda a informação que pertença a qualquer um cuja atividade política quebra as leis e os regulamentos decretados pelo governo democrático de encontro ao neo-Fascismo, os anarquistas, e os ativistas políticos que desprezam a lei, esses dados podem nos alertar para evitar a agitação e atos terroristas". Sabe-se que o líder do "serviço de informações especiais" ou simplesmente SIS , Giuseppe Romita, reorganizou os escritórios de polícia, para investigar crimes políticos e outras altas traições relativas ao tempo da Itália Fascista e descobriu que muitos dos oficiais anteriores da OVRA tinham se restabelecido como membros do SIS.